# Joël Napoleon Lang
Joël Napoleon Lang, född 13 november 1847 i Pieksämäki, Savolax, död 4 januari 1905 i Helsingfors, var en finländsk jurist.
Lang blev 1866 student vid Kejserliga Alexanders Universitetet i Finland i Helsingfors, 1880 juris doktor samt docent i ekonomisk rätt och nationalekonomi, 1882 professor i samma ämnen och 1896 dekanus för juridiska fakulteten. Hans professorsspecimen gällde Den nationalekonomiska teorin för jordkreditföreningars organisation (1882), men därtill inskränkte sig hans teoretiska studier inom nationalekonomin; det var företrädesvis inom den ekonomiska rätten han var verksam. Hans licentiatspecimen avhandlade Grunderna för uppfinnareskydd genom lag (1880); för den inhemska sjörätten var hans föreläsningar i Finlands sjörätt, (I, 1890; II 1910) grundläggande. Som akademiska inbjudningsskrifter publicerade han Om delningsgrund i by (1901) och Om eganderätten till Finlands vatten (1902; särskilt 1905). Efter hans död utkom hans Föreläsningar öfver vattenrätten (1905). Han var ledamot av flera regeringskommittéer.